# Adaptador de host

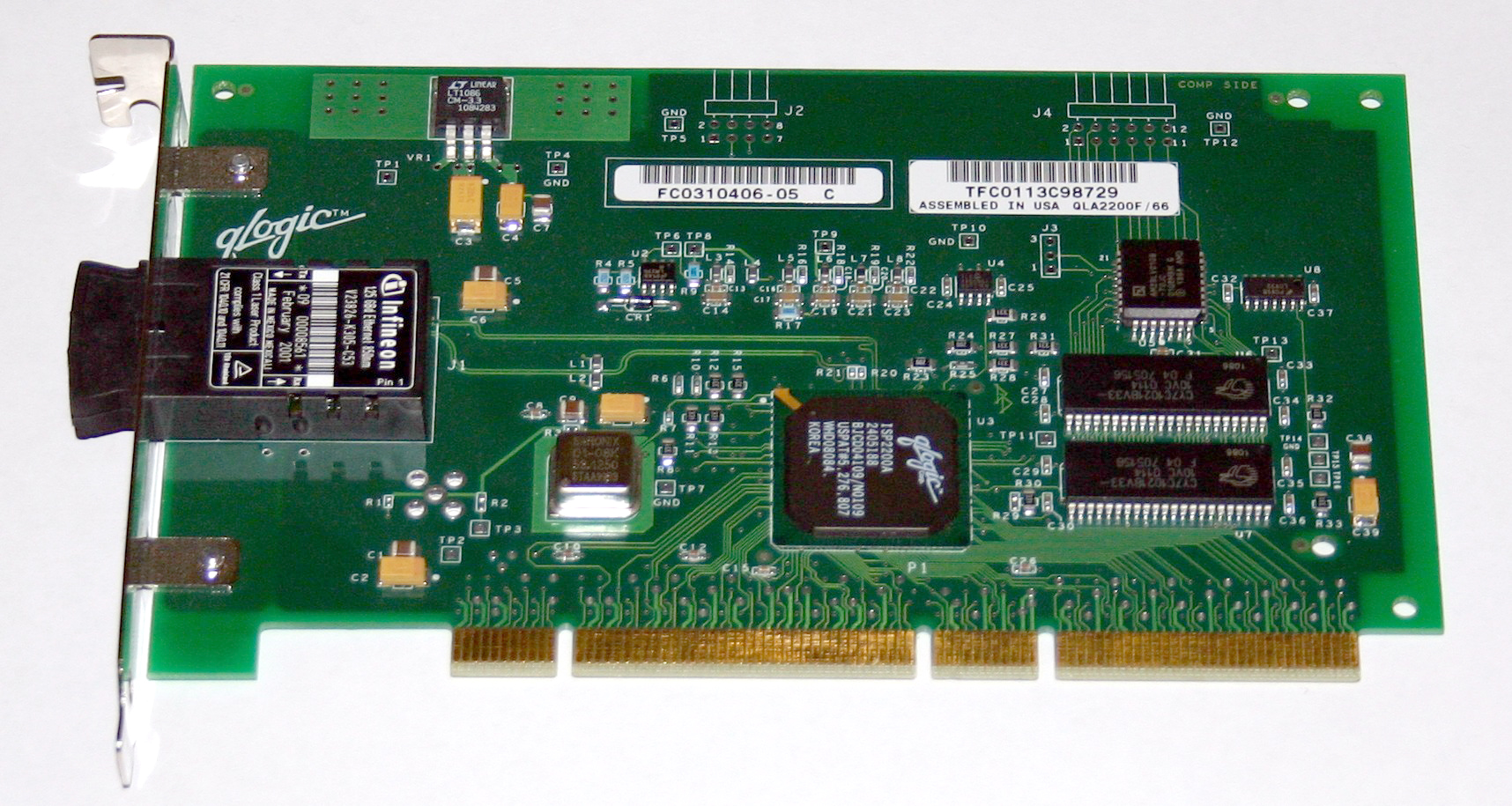
Adaptador de bus de canal de fibra (tarjeta 64 bits PCI-X).

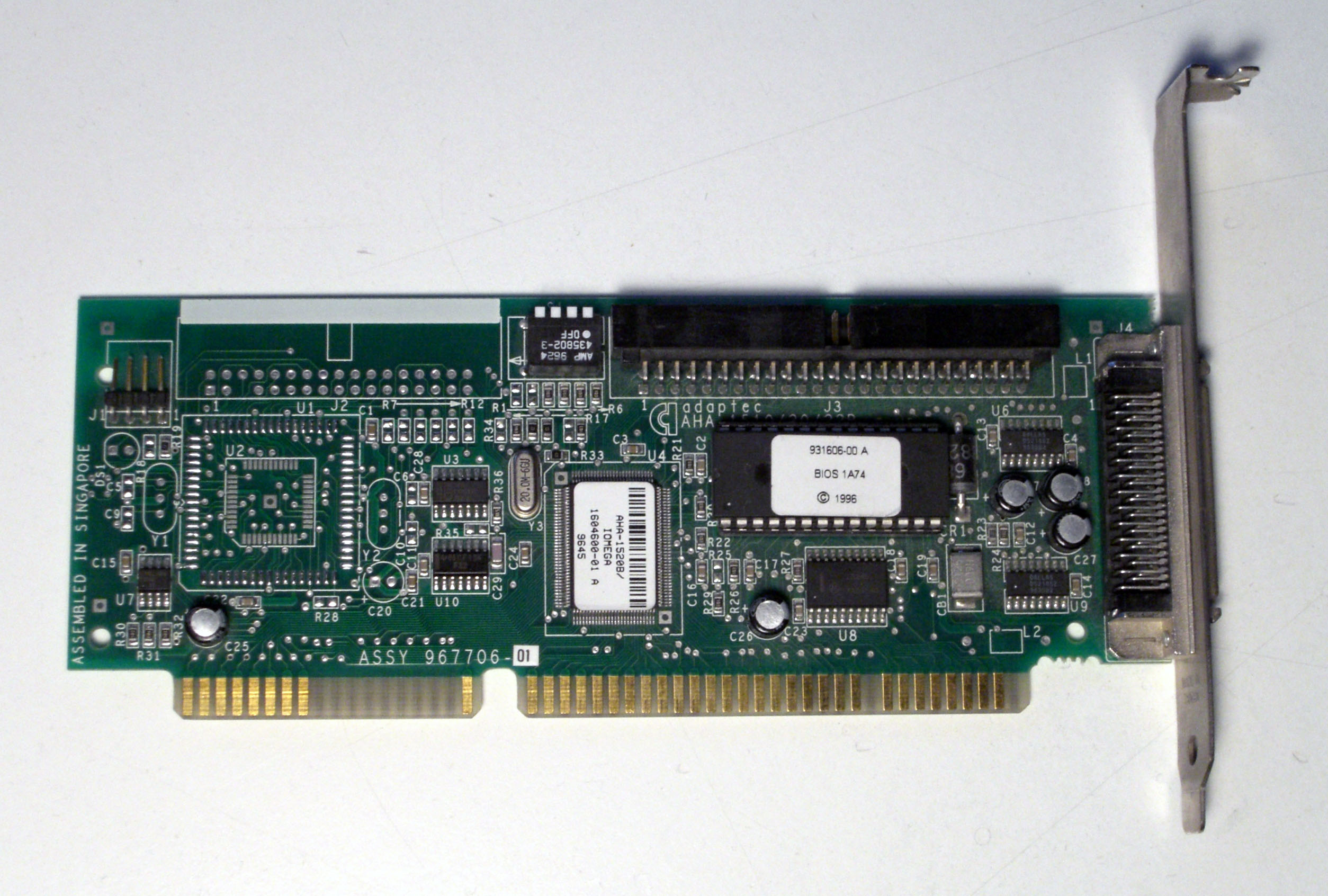
Adaptador de bus SCSI (tarjeta 16 bits ISA).

En  hardware, un adaptador de host, controlador de host o adaptador de bus del host (HBA), 
conecta un sistema servidor (computadora) a una red de computadoras y dispositivos o unidades de almacenamiento.
Normalmente, se refieren a dispositivos a los que se conecta otros dispositivos Integrated Drive Electronics (IDE), Small Computer System Interface (SCSI), canal de fibra (FC, fibre channel) y eSATA, pero también se suele utilizar el mismo término para los dispositivos que se conectan a sistemas Ethernet, FireWire y USB.
Recientemente, la llegada del iSCSI ha dado lugar a los HBA vía Ethernet, que se diferencian de las tarjetas de red en que incluyen hardware dedicado para iSCSI.

## SCSI

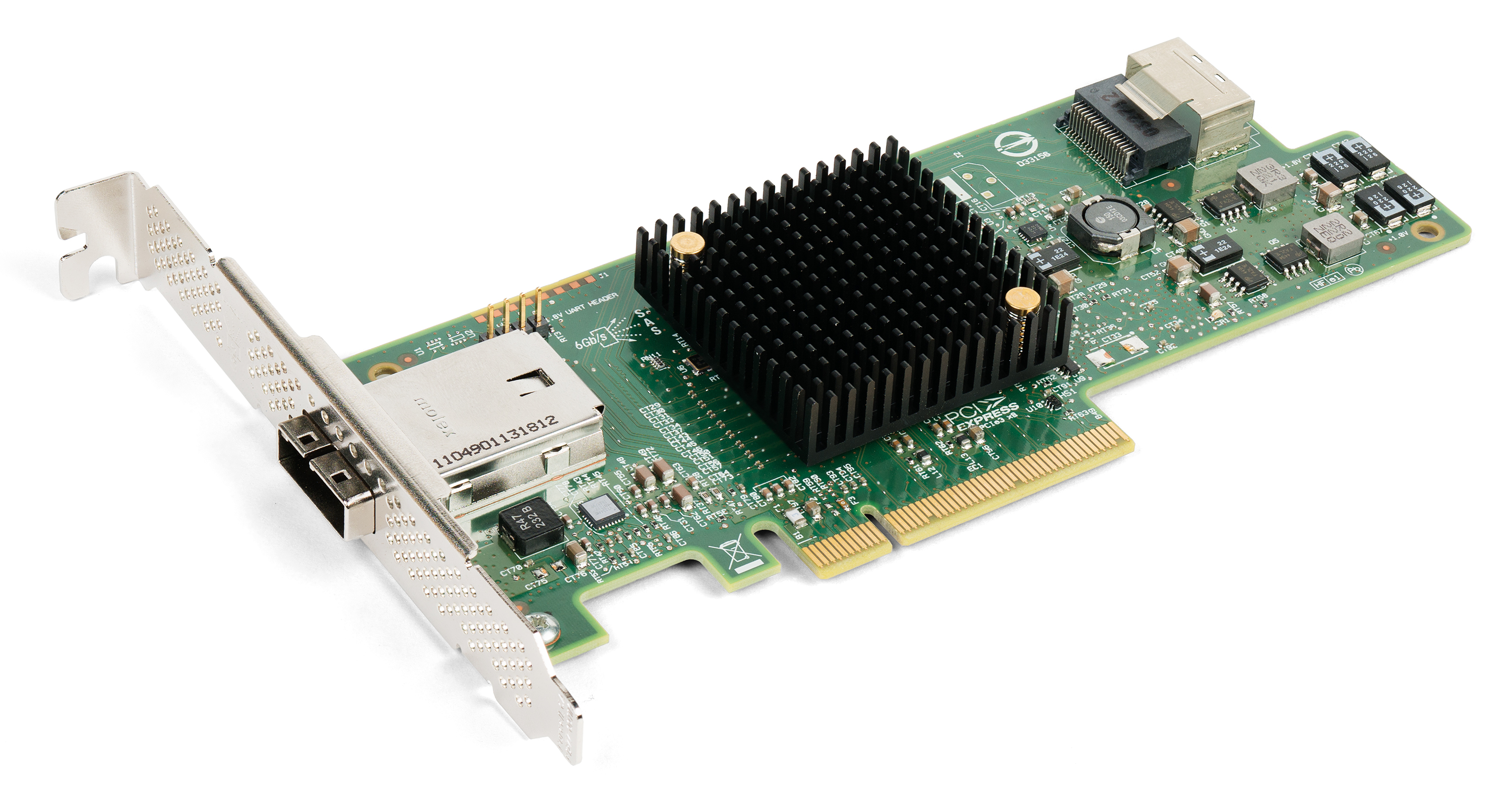
Tarjeta HBA para SAS y SATA, modelo 9207-4i4e de LSI

Un adaptador de host SCSI conecta un bus SCSI a un ordenador. El adaptador une la tremenda distancia lógica y física que separa al bus SCSI del bus interno del ordenador. Los adaptadores modernos incluyen toda la electrónica y el firmware que hace falta para ejecutar las transacciones SCSI, y a menudo incluyen un BIOS que no sólo permite al sistema servidor arrancar desde el dispositivo SCSI, sino facilitar la configuración del adaptador. Normalmente, un Controlador de dispositivo (un driver) enlazado al Sistema operativo, basta para controlar el adaptador.
En un subsistema SCSI paralelo típico, a cada dispositivo se le asigna una ID numérica única. Como norma, el adaptador aparece como SCSI ID 7, lo que le da la mayor prioridad en el bus (la prioridad desciende a medida que la ID SCSI desciende; en un bus de 16 bits, o bus "ancho", ID 8 tiene la prioridad más baja, una capacidad que le permite mantener la compatibilidad con el esquema de prioridades de 8 bits, o bus "estrecho").
Normalmente, el adaptador asume el rol de iniciador SCSI, para que lance los comandos a otros dispositivos SCSI.
Un ordenador puede albergar más de un adaptador, lo que incrementa en gran medida el número de dispositivos SCSI disponibles.
Los grandes fabricantes de HBA son HP ATTO, Promise, Adaptec y LSI. LSI, Adaptec y ATTO ofrecen en la actualidad adaptadores SCSI en formato PCIe, que están soportados en equipos nuevos y placas base de perfil bajo (ahora carecen de SCSI por la inclusión de conectividad SAS y SATA).

## FC
En la actualidad, la mayor parte de las veces que se usa el término HBA, se refiere a una tarjeta de canal de fibra. Los HBA de Canal de Fibra están disponibles para los principales Sistemas abiertos, arquitecturas informáticas, y buses, incluyendo Peripheral Component Interconnect (PCI) y SBus (obsoleto en la actualidad).
Cada HBA tiene un nombre único mundial (WWN), que es similar a la MAC de Ethernet ya que se usa un identificador único organizado, asignado por el IEEE. Sin embargo, los WWN son más largos (8 bytes).

## InfiniBand
InfiniBand es un bus de comunicaciones serie de alta velocidad, baja latencia y de baja sobrecarga de CPU, diseñado tanto para conexiones internas como externas. Sus especificaciones son desarrolladas y mantenidas por la Infiniband Trade Association (IBTA).

## ATA
Los adaptadores ATA se integran (cada vez menos) en las placas base de las computadoras personales (PC). A menudo se les denomina incorrectamente "controladoras de disco". La expresión correcta para un componente que permite a la computadora comunicarse con el bus del periférico es adaptador del servidor. Un genuino controlador de disco sólo permite al disco comunicarse con el mismo bus.

## SAS y SATA
SAS o SCSI en serie es el modelo actual para reemplazar la generación previa de dispositivos SCSI paralelo. Ultra320 era el máximo nivel de SCSI paralelo disponible, pero SAS dispone de mayor rendimiento.
SATA es una tecnología similar desde el aspecto de las opciones de conexión. Se pueden crear los HBA usando un solo conector para dispositivos SAS y SATA.
Entre los principales fabricantes de SAS/SATA se encuentran Promise Technologies, Adaptec, HP, QLogic, LSI Logic y ATTO.

## eSATA
Unidades y cajas externas SATA están cada vez más presentes en el mercado de la informática de usuario, pero muchas placas base compatibles con SATA no incluyen puertos externos SATA. De todas formas, los adaptadores para conectar estos dispositivos son fáciles de encontrar.